# Бернардис, Артур
Арту́р да Си́лва Берна́рдис (порт. Artur da Silva Bernardes; 8 августа 1875, Висоза, Минас-Жерайс, Бразилия — 23 марта 1955, Рио-де-Жанейро, Бразилия) — бразильский государственный деятель, адвокат, двенадцатый президент Бразилии (1922—1926).

## Ранняя карьера
Бернардис получил юридическое образование. Политическую карьеру начал в качестве мэра города Висоза (1905—1910). В 1909—1910 годы Бернардис был федеральным депутатом от своего штата. Затем работал министром финансов штата Минас-Жерайс, а в 1915 году вернулся в Палату депутатов. В 1918 году Бернардис занял пост губернатора штата Минас-Жерайс.

## Выдвижение на пост президента
В 1921 году Бернардис выставил свою кандидатуру на пост президента Бразилии, выборы которого были назначены на 1 марта 1922 года. Главным соперником Бернардиса был Нилу Песанья — кандидат от оппозиционного движения «Республиканское противодействие» и бывший президент Бразилии (1909—1910). В разгар предвыборной кампании либеральная газета «Correio da Manhã» опубликовала письма за подписью Бернардиса, в которых содержались серьёзные оскорбления в адрес бразильской армии и лично маршала Эрмеса да Фонсеки. Сторонники маршала в этих письмах были названы «бунтовщиками», а сам Фонсека характеризовался как «несдержанный сержант». Несмотря на то, что Бернардис отрицал авторство этих писем, они вызвали возмущение в широких армейских кругах.

## На посту президента
На состоявшихся в марте 1922 года президентских выборах Бернардис набрал более 59 % голосов избирателей и одержал победу над Песаньей. Его избрание не было признано военными, что привело к возникновению движения тенентистов и восстанию в Рио-де-Жанейро в июле того же года. Главной целью восставших было не допустить Бернардиса к власти. Однако бунт был подавлен, и 15 ноября Артур Бернардис официально вступил в должность президента Бразилии.
Четыре года правления Бернардиса называют «осадным положением» из-за непрерывных политических конфликтов, которые выливались в вооружённые бунты. Конституционные гарантии были отменены. Против Бернардиса активно боролась оппозиция, которая даже объединилась в крупную политическую партию «Освободительный альянс». Бернардис тем временем укрепил свои позиции, добившись внесения изменений в Конституцию 1891 года, введя в неё такое понятие, как частичное президентское вето.
5 июля 1924 года в штате Сан-Паулу под руководством отставного генерала Изидору Лописа началось ещё одно вооружённое восстание, направленное против Бернардиса. Несмотря на поддержку населения штата, правительственные войска, верные президенту, довольно быстро подавили этот мятеж, но он успел спровоцировать серьёзные волнения в ряде провинций, также недовольных внутренней политикой правительства.
В июне 1926 года Бразилия вышла из Лиги наций в знак протеста против приёма в состав организации Германии.

## Дальнейшая карьера
После окончания президентских полномочий Бернардис был избран сенатором, но в 1930 году потерял мандат в связи с революцией. В 1932 году участвовал в Конституционалистской революции, за что был выслан из страны в Португалию. Вернувшись на родину в 1934 году, Бернардис был избран депутатом, но в 1937 году лишился этой должности из-за роспуска Конгресса в 1937 году.
После легализации деятельности политических партий в 1945 году Бернардис вступил в Национально-демократический союз и был избран депутатом в Конституционную ассамблею. Позже несколько раз переизбирался депутатом.
Похоронен на кладбище Святого Иоанна Крестителя в Рио-де-Жанейро.